# جسپر لیو
جسپر لیو یی-هاو ( چینی: 劉以豪، انگلیسی: Jasper Liu Yi-hao؛ زادهٔ ۱۲ اوت ۱۹۸۶) بازیگر، مدل و موسیقی‌دان اهل تایوان است.